# Noah Bitsch

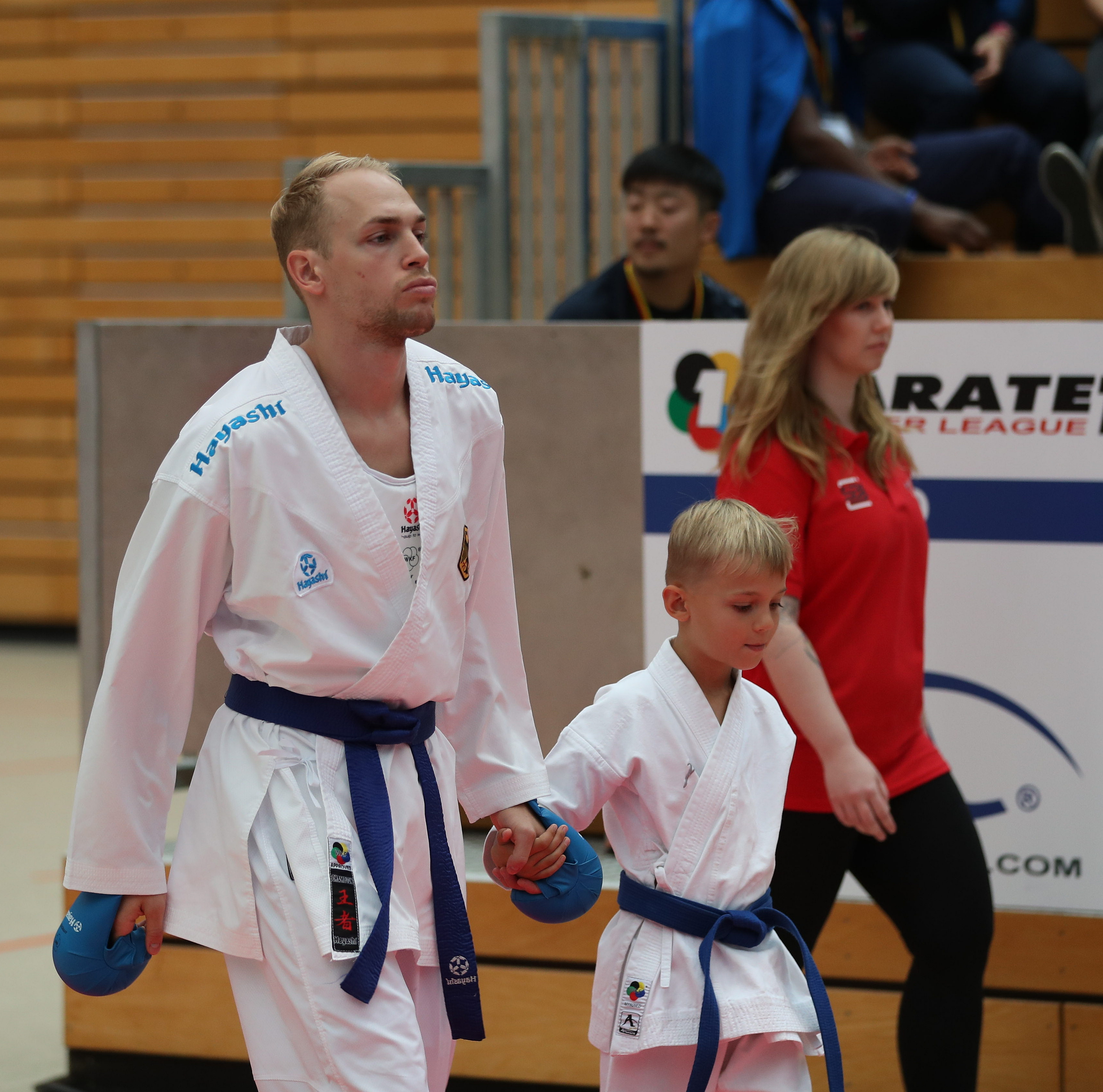
Noah Bitsch bei der Karate 1 Premier League 2018 in Berlin

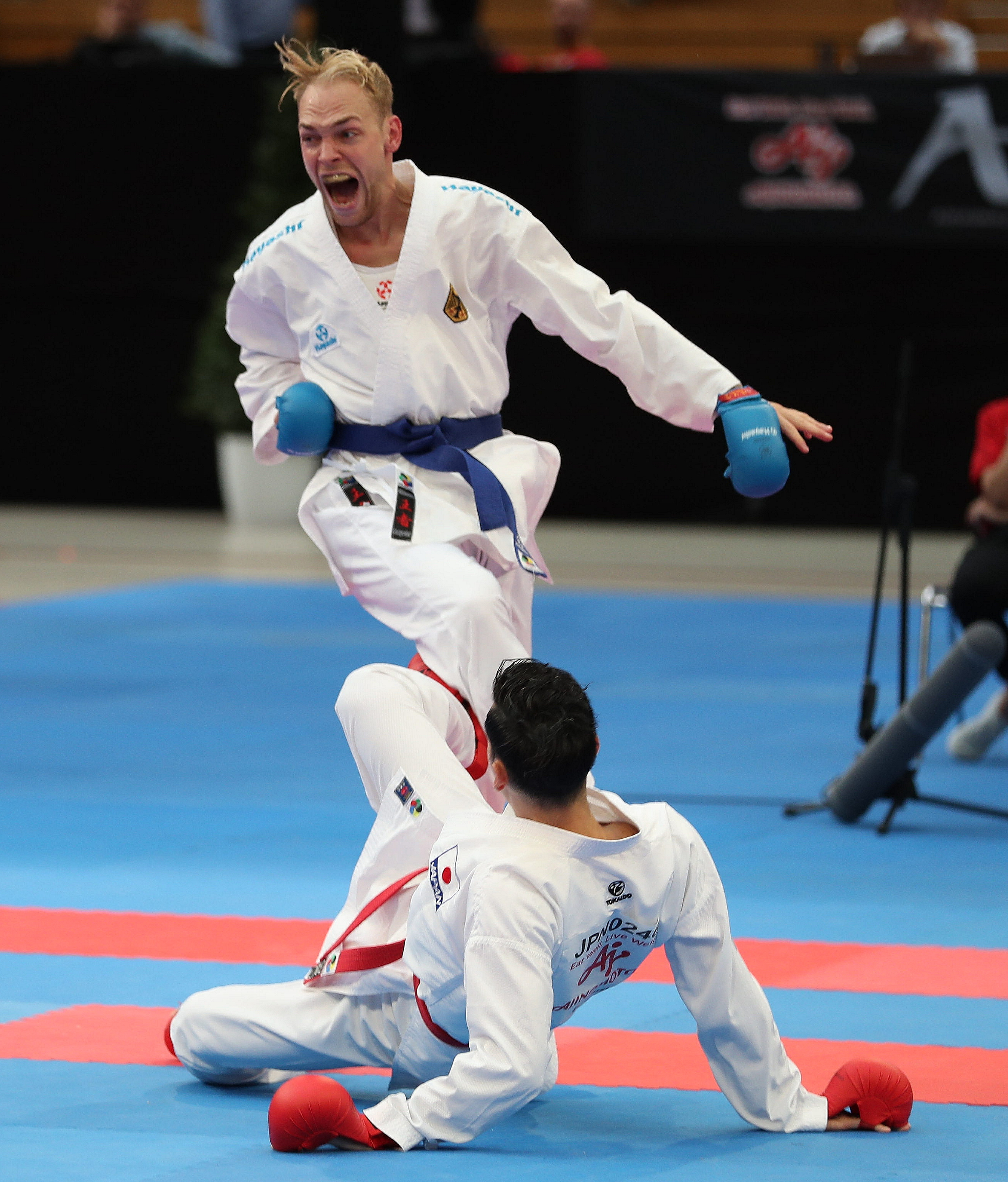
Ebendort im Wettkampf gegen Ken Nishimura aus Japan

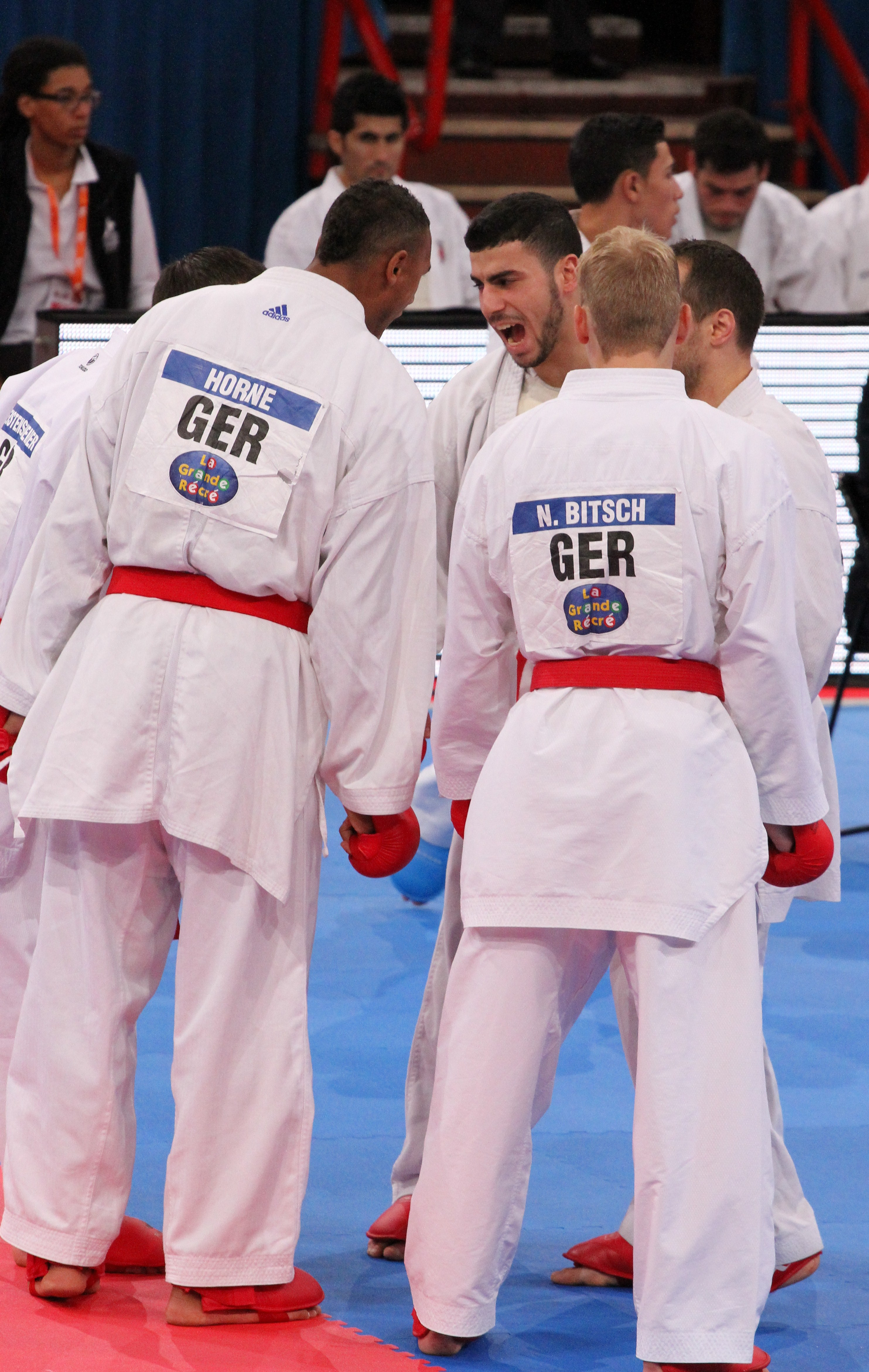
Horne und Bitsch zusammen mit der Nationalmannschaft 2012 in Paris

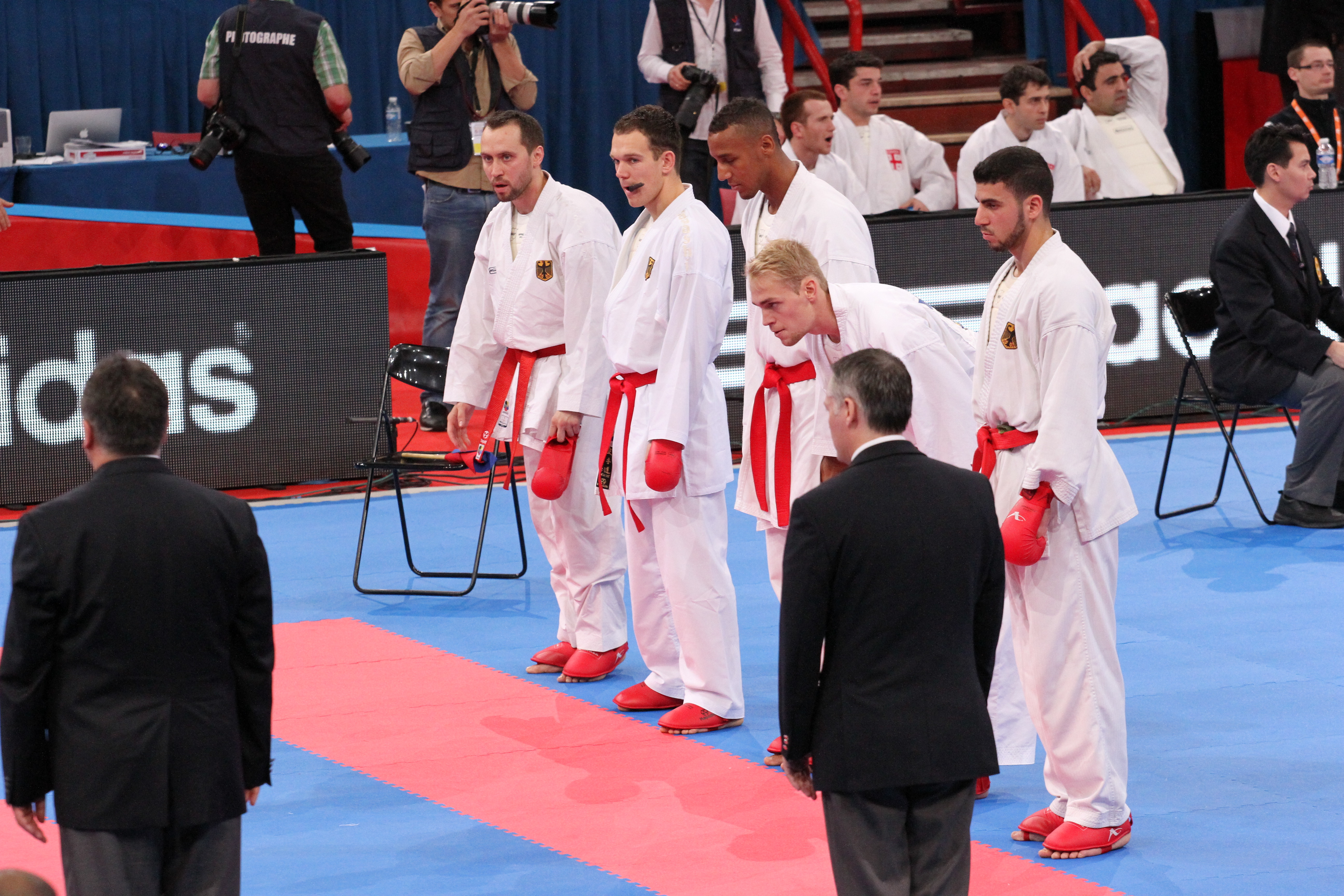
Karate-Nationalmannschaft 2012 mit Tsurtsumia, Henning, Horne, N. Bitsch und Bolat

Noah Bitsch (* 29. September 1989 in Siegburg) ist ein deutscher Karateka. Er startet in der Disziplin Kumite -75 kg. Zu seinen bisher größten sportlichen Erfolgen zählt der 2. Platz bei den World Games 2013 (-75 kg) und der Sieg bei der Europameisterschaft 2012 im Team, sowie der Vizeweltmeistertitel im Jahr 2014 mit dem Team.

## Werdegang
Noah Bitsch legte 2008 sein Abitur auf der Arnoldischule in Gotha ab und war seit der Beendigung seiner Grundausbildung bei der Sportfördergruppe der Bundeswehr angestellt.
Seit 1991 lebt und trainiert Noah Bitsch in Waltershausen/Thüringen. Jana Bitsch, Noahs Schwester war ebenfalls bis 2021 in der Karate-Nationalmannschaft. Beide trainierten bei ihrem Vater Klaus Bitsch dem ehemaligen Bundesjugendtrainer.
Seit 2001 kämpfte er in der Karate-Nationalmannschaft für Deutschland sowohl im Team und aktuell in der Disziplin Kumite Einzel-75 kg. Noah konnte im Juniorenbereich große Erfolge feiern, mit drei WM-Medaillen und einer EM-Medaille in den Alterskategorien U-18 und U-21 ist er der erfolgreichste Athlet des DKV. Im Jahre 2012 holte er seine erste Einzelmedaille bei einer Senioren EM, Platz 3. Am selben Wochenende wurde Noah mit dem Team Deutschland Europameister. 2012 gewann Noah des Weiteren den Premier League Gesamtsieg der WKF. Im Jahre 2013 belegte Noah bei der Europameisterschaft mit dem Team Deutschland in Budapest den 3. Platz. Sein bisher größten sportlichen Erfolg feierte Noah mit dem Gewinn des 2. Platzes bei den World Games 2013 in Cali/Kolumbien. Im gleichen Jahr belegte er Platz 3 bei den World Combat-Games in Sankt Petersburg. Am 9. November 2014 wurde er in Bremen mit der deutschen Mannschaft Vizeweltmeister. Im Einzel wurde er 3. in seiner Gewichtsklasse bis 75 kg. Im März 2015 wurde er in Istanbul Vizeeuropameister im Einzelwettbewerb. Im Jahr 2016 wechselte Noah in die nächsthöhere Gewichtsklasse -84 kg und belegte bei den Europameisterschaften Platz 3. Bei der Weltmeisterschaft 2016 in Linz/Österreich belegte er mit dem deutschen Team den 3. Platz.
Neben seiner aktiven Karriere ist Noah Bitsch Thüringer Landestrainer im Schülerbereich. Des Weiteren gibt er viele Lehrgänge und Online-Seminare um seine Erfahrung weiterzugeben. Außerdem organisiert er Feriencamps für Kinder und Jugendliche und richtet gemeinsam mit Christian Grüner das internationale „Champions Camp“ aus.
Im Jahr 2022 und 2023 trainierte Noah Bitsch die Nationalmannschaft U18 & U16. Seit 2024 ist Noah Bitsch nun leitender Bundestrainer Kumite der Leistungsklasse & U21 des DKV.

## Nationale Erfolge
20 Mal Deutscher Meister im Einzel sowie dreimal im Team.
Deutscher Meister im Einzel
- 2001 -35 kg Schüler
- 2002 -45 kg Schüler
- 2003 -55 kg Schüler
- 2005 -60 kg Jugend
- 2007 -65 kg U21
- 2007 Open U21
- 2007 -60 kg Leistungsklasse
- 2008 -65 kg Leistungsklasse
- 2009 -67 kg Leistungsklasse
- 2010 -67 kg Leistungsklasse
- 2011 -75 kg Leistungsklasse
- 2012 -75 kg Leistungsklasse
- 2013 -75 kg Leistungsklasse
- 2014 -75 kg Leistungsklasse
- 2015 -75 kg Leistungsklasse
- 2016 -84 kg Leistungsklasse
- 2017 -75 kg Leistungsklasse
- 2018 -75 kg Leistungsklasse
- 2019 -75 kg Leistungsklasse
- 2020 -75 kg Leistungsklasse

Deutscher Meister im Team
- 2006 Team Thüringen Jugend
- 2009 Team Thüringen Leistungsklasse
- 2017 Team Schleswig-Holstein Leistungsklasse

## Internationale Erfolge
U18/U21
- 3. Platz -60 kg U18, WM 2005
- 2. Platz -60 kg U21, WM 2007
- 3. Platz -68 kg U21, WM 2009
- 2. Platz -68 kg U21, EM 2010

Leistungsklasse
2009
- 1. Platz Open Category US Open
- 3. Platz -67 kg US Open
- 1. Platz -67 kg Venice Open

2010
- 3. Platz -75 kg German Open
- 5. Platz Team Europameisterschaft in Athen/Griechenland

2011
- 1. Platz -75 kg Dutch Open
- 3. Platz -75 kg German Open
- 5. Platz Team Europameisterschaft in Zürich/Schweiz

2012
- 3. Platz -75 kg Europameisterschaft auf Teneriffa/Spanien
- Europameister im Team auf Teneriffa/Spanien[4]
- 5. Platz Team Weltmeisterschaft in Paris/Frankreich
- 2. Platz -75 kg PL Dutch Open
- 2. Platz -75 kg PL Istanbul Open
- 2. Platz -75 kg PL German Open
- 1. Platz -75 kg PL Salzburg Open
- Gesamtsieger "Grand Winner" Premier League WKF

2013
- 3. Platz -75 kg World Combat Games in St. Petersburg/Russland
- 2. Platz -75 kg World Games in Cali/Kolumbien
- 3. Platz Team Europameisterschaft in Budapest/Ungarn
- 2. Platz -75 kg German Open
- 3. Platz -75 kg Dutch Open

2014
- 3. Platz Team Europameisterschaft in Tampere/Finnland
- 3. Platz -75 kg Weltmeisterschaft in Bremen
- 2. Platz Weltmeisterschaft in Bremen 2014 mit dem Team Deutschland
- 3. Platz -75 kg German Open

2015
- 2. Platz -75 kg Europameisterschaft in Istanbul/Türkei
- 1. Platz -75 kg Dubai Open
- 1. Platz -84 kg German Open
- 3. Platz -84 kg Okinawa Open
- 4. Platz -75 kg European Games in Baku

2016
- 3. Platz -84 kg Europameisterschaft in Montpellier/Frankreich
- 3. Platz -84 kg German Open
- 3. Platz WM-Team in Linz/Österreich
- Französischer Meister "Team Sarcelles"

2017
- 3. Platz -75 kg German Open
- 5. Platz -84 kg Dubai Open
- 5. Platz -84 kg Dutch Open
- 5. Platz -84 kg Europameisterschaft Istanbul/Türkei

2018
- 1. Platz -75 kg Salzburg Open
- 5. Platz -75 kg German Open
- 5. Platz -75 kg Santiago de Chile Open

2019
- 5. Platz -75 kg Tokio Open
- 5. Platz -75 kg European Games in Minsk

2021
- 3. Platz -75 kg Istanbul Open
- 3. Platz -75 kg Europameisterschaft Porêc/Kroatien
- 5. Platz -75 kg Olympische Spiele Tokyo